# Montendry
Montendry és un municipi francès situat al departament de la Savoia i a la regió d'Alvèrnia-Roine-Alps. L'any 2007 tenia 48 habitants.

## Demografia

### Població
El 2007 la població de fet de Montendry era de 48 persones. Hi havia 24 famílies de les quals 10 eren unipersonals (3 homes vivint sols i 7 dones vivint soles), 7 parelles sense fills i 7 parelles amb fills.
La població ha evolucionat segons el següent gràfic:
Habitants censats

### Habitatges
El 2007 hi havia 54 habitatges, 23 eren l'habitatge principal de la família, 27 eren segones residències i 4 estaven desocupats. 51 eren cases i 3 eren apartaments. Dels 23 habitatges principals, 18 estaven ocupats pels seus propietaris i 4 estaven llogats i ocupats pels llogaters; 3 tenien dues cambres, 7 en tenien tres, 5 en tenien quatre i 8 en tenien cinc o més. 20 habitatges disposaven pel capbaix d'una plaça de pàrquing. A 9 habitatges hi havia un automòbil i a 12 n'hi havia dos o més.

### Piràmide de població
La piràmide de població per edats i sexe el 2009 era:
| Homes | Edats   | Dones |
| ----- | ------- | ----- |
| 0     | 95 o +  | 0     |
| 0     | 90 a 94 | 0     |
| 0     | 85 a 89 | 0     |
| 0     | 80 a 84 | 0     |
| 0     | 75 a 79 | 4     |
| 0     | 70 a 74 | 0     |
| 4     | 65 a 69 | 4     |
| 0     | 60 a 64 | 0     |
| 0     | 55 a 59 | 4     |
| 0     | 50 a 54 | 0     |
| 0     | 45 a 49 | 0     |
| 0     | 40 a 44 | 0     |
| 0     | 35 a 39 | 0     |
| 0     | 30 a 34 | 0     |
| 0     | 25 a 29 | 0     |
| 0     | 20 a 24 | 0     |
| 0     | 15 a 19 | 0     |
| 0     | 10 a 14 | 0     |
| 0     | 5 a 9   | 0     |
| 0     | 0 a 4   | 0     |

## Economia
El 2007 la població en edat de treballar era de 36 persones, 26 eren actives i 10 eren inactives. De les 26 persones actives 23 estaven ocupades (13 homes i 10 dones) i 3 estaven aturades (2 homes i 1 dona). De les 10 persones inactives 6 estaven jubilades, 1 estava estudiant i 3 estaven classificades com a «altres inactius».

## Poblacions més properes
El següent diagrama mostra les poblacions més properes.